# Jan-Henning Spjeldnæs
Jan-Henning Spjeldnæs (født 1953 i Oslo) er en norsk-dansk jurist og tidligere bankdirektør, der blev kendt for sin hovedrolle i den såkaldte Gibraltar-sag, i hvilken han blev idømt 4 års fængsel for mandatsvig. 
Spjeldnæs, der er søn af en norsk far og en svensk mor og opvokset i en række lande, er uddannet cand.jur. og blev i 1982 leder af Jyske Banks juridiske afdeling. I 1987 blev han direktør for Jyske Banks nyetablerede afdeling på Gibraltar. Han blev afskediget fra posten i 1991, da det efter bankens eget rutinemæssige krediteftersyn kom frem, at han optrådte som medejer af et ejendomskompleks i Liverpool, som banken havde finansieret, ligesom Spjeldnæs havde bevilliget sig selv, venner og bekendte lån for omkring 800 millioner kroner gennem et net af skuffeselskaber.  
Banken anlagde i 1992 en erstatningssag mod Spjeldnæs ved High Court of Justice i London, da han var bosiddende der på daværende tidspunkt. Her blev han og 36 andre involverede i 1997 fundet skyldige og dømt til at betale 800 millioner kroner tilbage. Efter flere års efterforskning og omkring 100 retsmøder blev han ved Retten i Århus i 2003 idømt fire års fængsel for groft mandatsvig - en af de hårdeste domme for økonomisk kriminalitet herhjemme nogensinde. Det lykkedes ikke Bagmandspolitiet at finde ud af hvor pengene er havnet. Retten udtalte bagefter, at "bankens eftergivende holdning kan forekomme uforståelig", men Jyske Bank forsvarede sig med, at man troede på manden. Vestre Landsret ændrede senere dommen til betinget fængsel, fordi det var 15 år siden forbrydelserne fandt sted.